# Усть-Чульск
Усть-Чульск — деревня в Тюхтетском районе Красноярского края России. Входит в состав Чиндатского сельсовета. Находится на правом берегу реки Чул (бассейн реки Чулым), примерно в 81 км к северу от районного центра, села Тюхтет, на высоте 160 метров над уровнем моря.

## Население
| 2010 |
| ---- |
| 31   |

Гендерный состав
По данным Всероссийской переписи населения 2010 года 15 мужчин и 16 женщин из 31 чел.

## Улицы
Уличная сеть деревни состоит из 2 улиц (ул. Заречная и ул. Трактовая).